# Sliabh Luachra
Sliabh Luachra (Ierse uitspraak: [ʃlʲiəvˠ lˠuəxɾˠə]) is een regio in Munster, Ierland, gelegen rond de rivier Blackwater, in het grensgebied van County Cork, County Kerry en County Limerick.
Deze regio heeft een unieke muzikale stijl die intensief gebruikmaakt van de polka en de slide (een Ierse dans in 6/8 maat). De meeste van de polka's en slides in de Ierse traditionele muziek komen uit deze regio. Muzikanten uit die omgeving zijn onder andere Denis Murphy, Julia Clifford, Paddy Cronin, Padraig O'Keeffe, Johnny O'Leary, Jackie Daly, en Donal Murphy.
Twee van de meest bekende uit Kerry afkomstige Gaelic dichters, Aogán Ó Rathaille en Eoghan Rua Ó Súilleabháin, komen ook uit het gebied. 
De meningen verschillen over de exacte locatie en omvang van Sliabh Luachra, maar men verwijst in het algemeen naar het berglandschap in het grensgebied van Cork, Kerry, en Limerick, met inbegrip van de Kerry parochies van Ballymacelligott, Cordal, Brosna en Gneeveguilla, de stad Rathmore en het Cork dorp Ballydesmond. 
De naam Sliabh Luachra betekent een berg van riet. Het is echter niet één aparte berg, maar een serie van bergen: seacht ngleann Shliabh Luachra, waar verschillende bergtoppen een hoogte bereiken van ongeveer 450 tot 500 meter. Dit bergrijk gebied langs de Cork/Kerry-grens was het onbewoonde natte moerassige, met riet begroeide, berggebied van het oude koninkrijk van Luachra, voor het eerst beschreven in 534 in de Annals of Inisfallen, toen de koning van Luacar een strijd won tegen Tuathal Moel nGarb en opnieuw in 741 met de dood van Cuaine, Abt van FernÃ en Flan Feórna, zoon van koning Cormac van Luachra.